# Campephilus guatemalensis
Campephilus guatemalensis là một loài chim trong họ Picidae.

## Hình ảnh

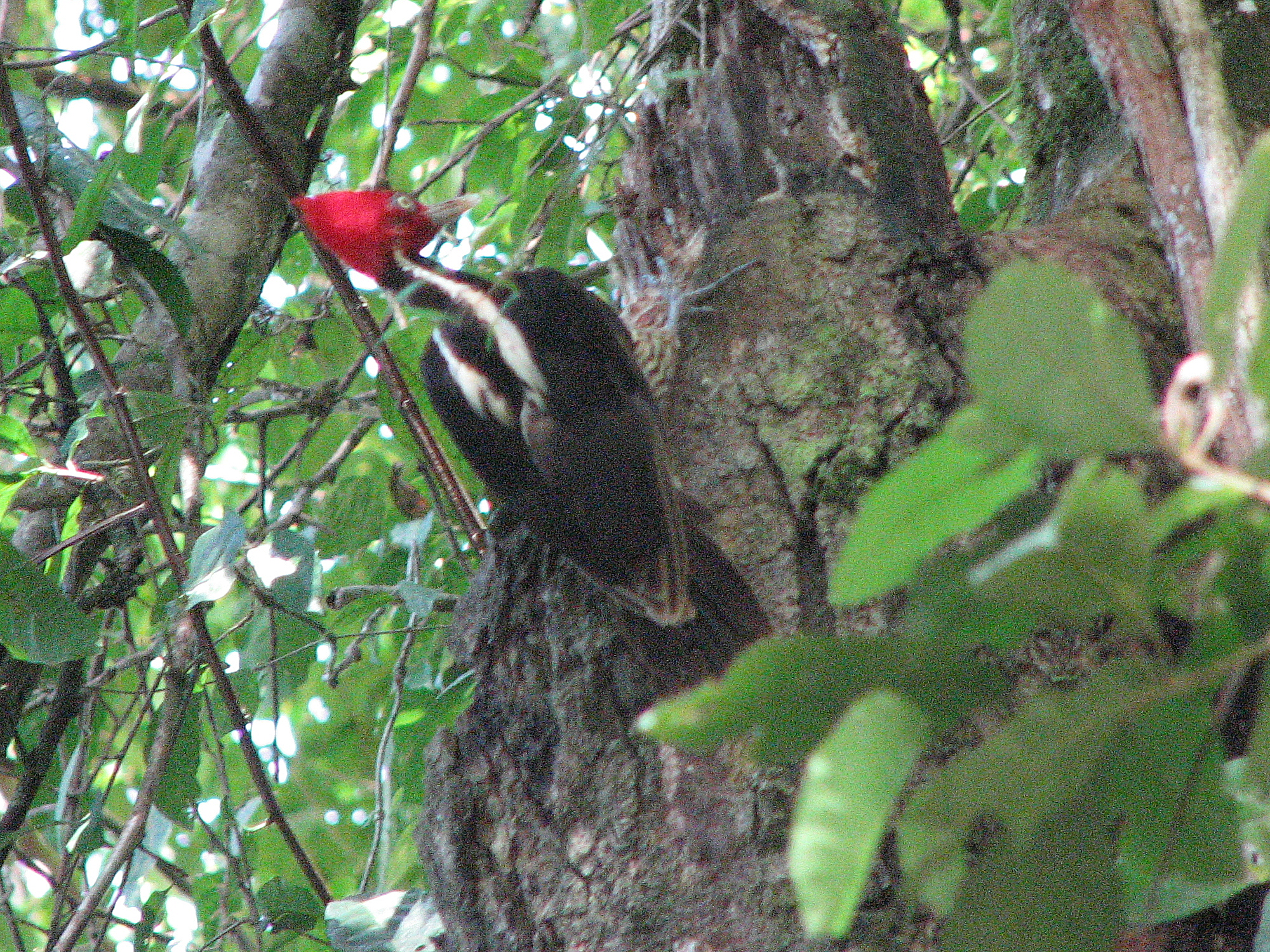
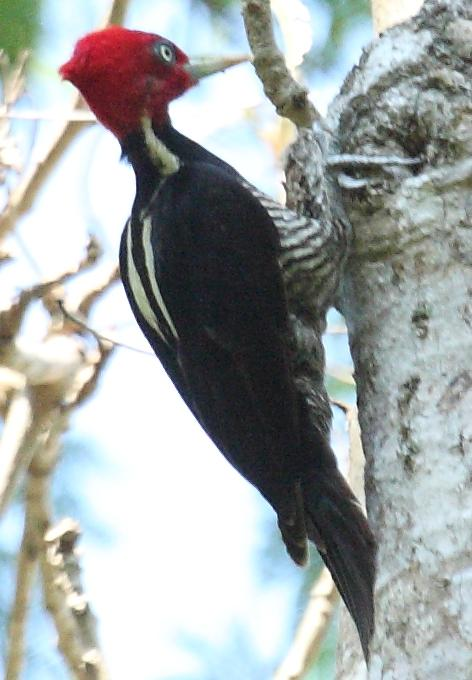
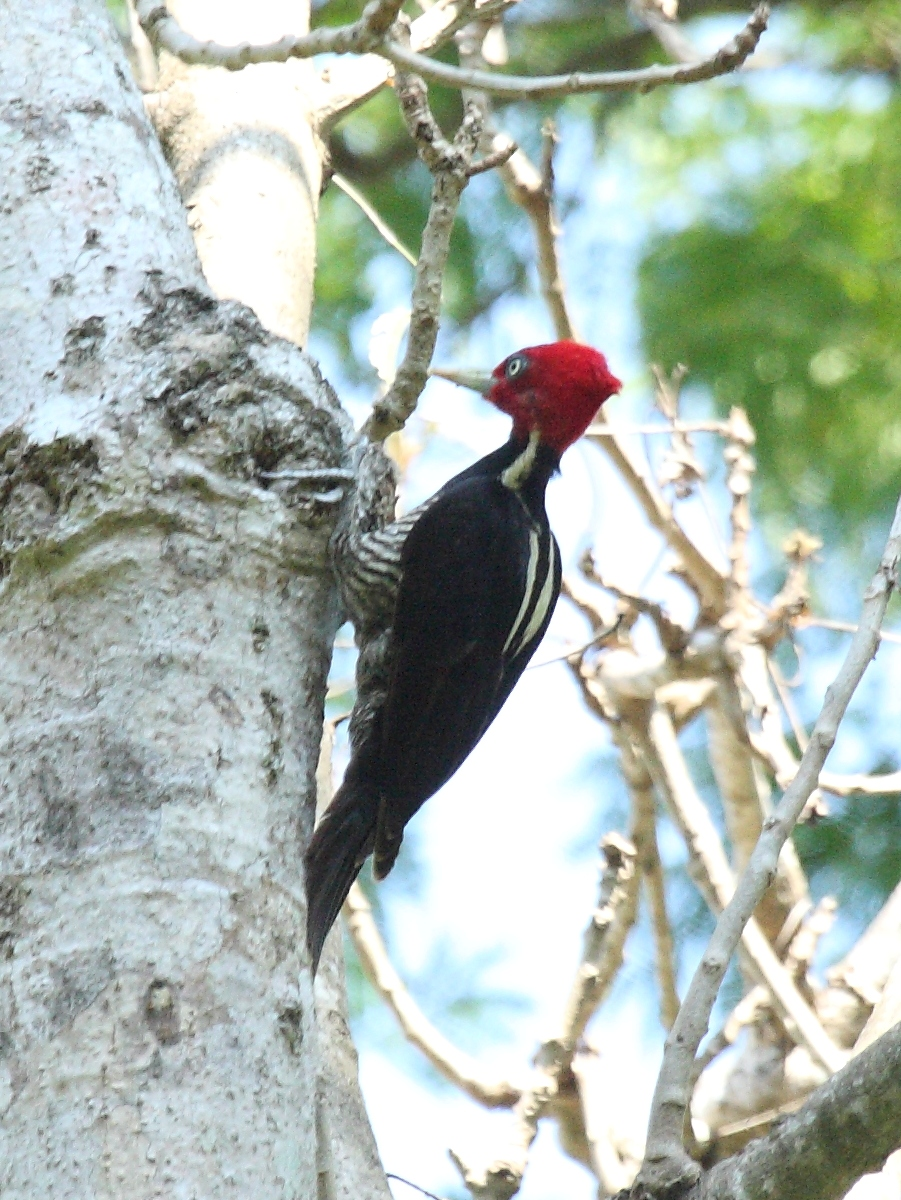
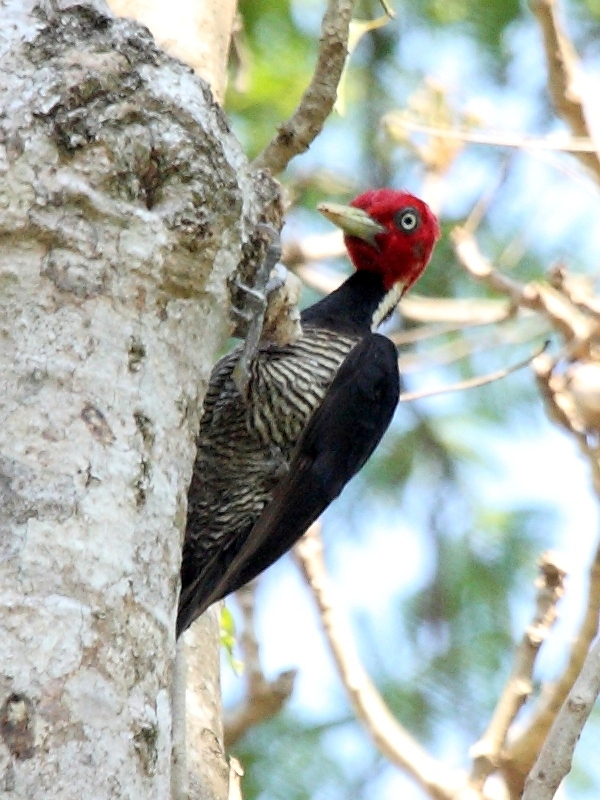